# Очеретянка соргова
{{#ifeq:0|0|{{#if:|{{#if:Acrocephalussorghophilus|[[]}}|}}}}
Очеретянка соргова (Acrocephalus sorghophilus) — надзвичайно рідкісний і погано вивчений вид птахів з родини кропив'янкових, поширений на північному сході Китаю, на Філіппінських островах і в південно-східному Сибіру, але окремі залітні особини відзначені також на Тайвані і в південній Японії. Точне місце виведення потомства невідомо, але імовірно на річці Амур і в провінціях Ляоніні та Хебеі. Зимує на Філіппінських островах. Зазвичай зустрічаються серед чагарникових, вербових та очеретяних заростей на прибережних ділянках річок, а також у плавнях.

## Опис
Довжина тіла птахів 12—13 см; їх маса близько 8 грам. Ця оеретянка вельми подібна до Acrocephalus bistrigiceps розмірами і зовнішнім виглядом, також маючи чорні бічні смужки на голові, але відрізняється від неї більш тонким розміром даних смужок, а також блідішим забарвленням.
Дзьоб тонкий, трохи тонший у порівнянні з дзьобом Acrocephalus bistrigiceps, з темно-коричневим кінчиком, облямівка наддзьобка і пддзьобка цілком блідо-вохриста. Очі темно-коричневі. Ноги сірі.

### Голос
Голосові сигнали невідомі. Пісня самців — стрекотіння, схожа з виконанням у Acrocephalus orientalis, але тонально слабша: «кірук-кірук-кірук йіі йіі».